# توینتی

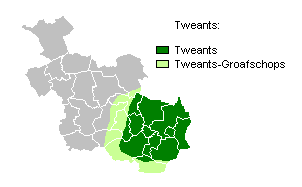
گستره گویش توینتی

توینتی نام گروهی از گویش‌های هلندی ساکسن پایین است و تقریباً ۶۲ درصد از اهالی منطقه توینته (در استان افریسل هلند) به آن سخن می‌گویند. 
گاهی به اشتباه تصور می‌شود که توینتی گونه‌ای از زبان هلندی است، اما در واقع گویشی از گروه زبان‌های هلندی ساکسن پایین است و به عنوان یک زبان منطقه‌ای توسط دولت هلند به رسمیت شناخته شده‌است. به این دلیل که والدین ترجیح می‌دهند کودکان به زبان هلندی آموزش ببینند، گویشوران این گویش به تدریج و از نسلی به نسل دیگر کاهش می‌یابند.